# Tadeusz Walicki
Tadeusz Walicki (ur. 17?/29 października 1863 w Podgrabowie, dziś część wsi Palaty; zm. 12 czerwca 1919 w Krześlowie) – polski szlachcic, poseł do pierwszej Dumy Państwowej z guberni piotrkowskiej, członek Koła Polskiego.

## Życiorys
Syn Juliana, poborcy w komorze celnej Podgrabów, oraz Józefy z Zaborowskich. Ukończył szkołę realną w Warszawie. Następnie studiował w Instytucie Gospodarstwa Wiejskiego i Leśnictwa w Puławach, z którego w 1883 został usunięty za udział w akcji protestacyjnej przeciw rusyfikacji. Rok później – podobno przez przeoczenie administracji – został ponownie przyjęty do Instytutu i ukończył naukę w 1887.
14 maja 1890 roku nabył majątek Wola Roszkowa w ówczesnym ujeździe rawskim, gdzie przez pewien czas gospodarzył. Następnie poświęcił się pracy w majątku w Krześlowie, który wraz z kompleksem dworskim odziedziczył po rodzicach. Angażował się w działalność organizacji rolniczych. Od maja 1886 do 1906 był radcą w Dyrekcji Szczegółowej Towarzystwa Kredytowego Ziemskiego w Piotrkowie. Od 1900 działał w nowo powstałej Spółce Rolniczej Piotrkowskiej, a od 1902 zasiadał w jej zarządzie. Był także członkiem Towarzystwa Rolniczego Piotrkowskiego – pracował najpierw w Komisji Leśnej, następnie od marca 1902 zasiadał w zarządzie jako wicedyrektor, a od lipca 1905 był członkiem rady. W tym samym roku założył rolniczą spółkę włościańską w Wygiełzowie i został jej prezesem. Przez 12 lat był także pełnomocnikiem gminnym.
20 kwietnia?/3 maja 1906 roku uzyskał mandat do I Dumy z guberni piotrkowskiej. Startował z list Narodowej Demokracji, nie będąc jednak członkiem tej partii. Podpisał oświadczenie 27 członków Dumy Państwowej Królestwa Polskiego o stosunkach z Cesarstwem Rosyjskim z dnia 23 kwietnia 1906. Jego aktywność jako posła nie była znacząca. Po zakończeniu kadencji kontynuował pracę w organizacjach ziemiańskich. Od 1908 ponownie był radcą w Dyrekcji Szczegółowej TKZ w Piotrkowie. Do 1917 należał do Rady Towarzystwa Rolniczego Piotrkowskiego i jako delegat wchodził w skład Rady Głównej CTR. W roku 1917 powierzono mu funkcję prezesa Towarzystwa, którą piastował do śmierci. Był ponadto członkiem Komisji Rewizyjnej Syndykatu Rolniczego Piotrkowskiego (1917–1919) i członkiem piotrkowskiego oddziału Związku Ziemian (od 1917). Inicjował także powstawanie i reaktywację kół Polskiej Macierzy Szkolnej. Pod koniec życia, w okresie I wojny światowej, powołano go na stanowisko prezesa Klubu Polskiego w Piotrkowie. Zmarł w rodzinnym Krześlowie. Został pochowany na przykościelnym cmentarzu w Wygiełzowie u boku swojego brata Michała, ojca Józefa Walickiego.
Od 1891 Tadeusz Walicki był żonaty z Bronisławą Marią Łuczycką (1867–1944). Para miała siedmioro dzieci: Bronisława (1894–1968), Juliana (1895–1963), Tadeusza (1898–1973), Marię (1900–1972), Józefa (1900–), Helenę (1903–1956) i Krystynę (1911–1979).

## Galeria

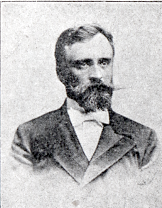
Fotografia portretowa (fot. J. Szukalski, 1906)
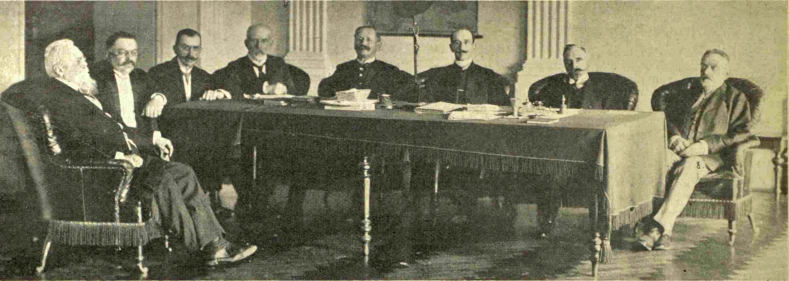
Radcowie TKZ w Piotrkowie, rok 1912. Tadeusz Walicki drugi od prawej
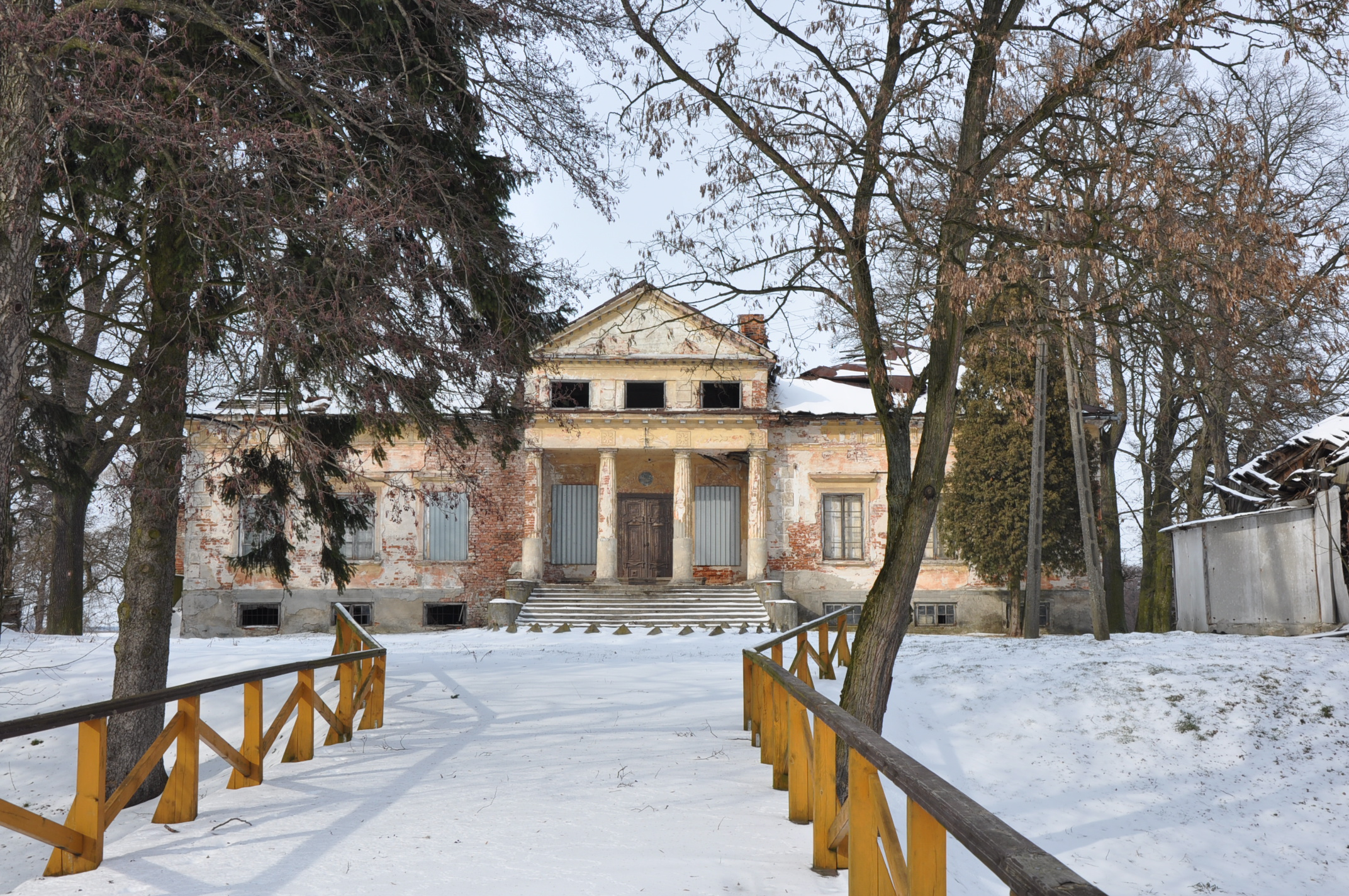
Dwór Walickich w Krześlowie